# Blizzard de Huntington
Pour les articles homonymes, voir Huntington.
Le Blizzard de Huntington est une franchise professionnelle de hockey sur glace d'Amérique du Nord qui a évolué dans l'ECHL. L'équipe était basée à Huntington dans l'État de la Virginie-Occidentale aux États-Unis. 

## Historique
La franchise est créée en 1993. Elle évolue dans l'ECHL jusqu'en 2000. En 2003, elle déménage pour devenir les Wildcatters du Texas.
En 1994-1995, la franchise est affilée aux IceCats de Worcester de la Ligue américaine de hockey, puis en 1998-1999 aux Mighty Ducks de Cincinnati, également de la LAH, et aux Mighty Ducks d’Anaheim de la Ligue nationale de hockey.

## Statistiques
| No | Saison    | PJ | V  | D  | DP | DTB | BP  | BC  | Pts | Classement                    | Séries éliminatoires     | Entraîneur    |
| -- | --------- | -- | -- | -- | -- | --- | --- | --- | --- | ----------------------------- | ------------------------ | ------------- |
| 1  | 1993-1994 | 68 | 14 | 49 | 2  | 3   | 191 | 413 | 33  | 6e place, division Ouest      | Non qualifiés            | John Kelly    |
| 2  | 1994-1995 | 68 | 28 | 37 | 3  | 0   | 224 | 275 | 59  | 5e place, division Ouest      | Défaite au premier tour  | Paul Pickard  |
| 3  | 1995-1996 | 70 | 21 | 39 | 0  | 10  | 232 | 309 | 52  | 8e place, division Nord       | Non qualifiés            | Grant Sonier  |
| 4  | 1996-1997 | 70 | 33 | 33 | 0  | 4   | 273 | 296 | 70  | 6e place, division Nord       | Non qualifiés            | Grant Sonier  |
| 5  | 1997-1998 | 70 | 34 | 29 | 0  | 7   | 230 | 259 | 75  | 4e place, division Nord-Ouest | Défaite au premier tour  | Charles Huddy |
| 6  | 1998-1999 | 70 | 31 | 33 | 0  | 6   | 221 | 253 | 68  | 5e place, division Nord-Ouest | Non qualifiés            | Ray Edwards   |
| 7  | 1999-2000 | 70 | 35 | 25 | 0  | 10  | 230 | 238 | 80  | 2e place, division Nord-Ouest | Défaite au deuxième tour | Ray Edwards   |